# Estación San Rafael
San Rafael es una estación ferroviaria ubicada en la ciudad homónima, Departamento San Rafael, Provincia de Mendoza, República Argentina.

## Servicios
Pertenece al Ferrocarril General San Martín de la red ferroviaria argentina, dentro del Circuito San Rafael. No presta servicios de pasajeros ni de cargas desde 1993- Gran parte de sus vías permanecen en estado de abandono. En la estación funciona un Museo Ferroviario.

## Historia
En el año 1903 fue inaugurada la estación, por parte del Ferrocarril Gran Oeste Argentino
Hasta 1992, dos veces por semana, martes/miércoles y viernes/sábado corría el tren "El Sanrafaelino" entre Retiro y San Rafael, vía Rufino.